# Volkswagen 412

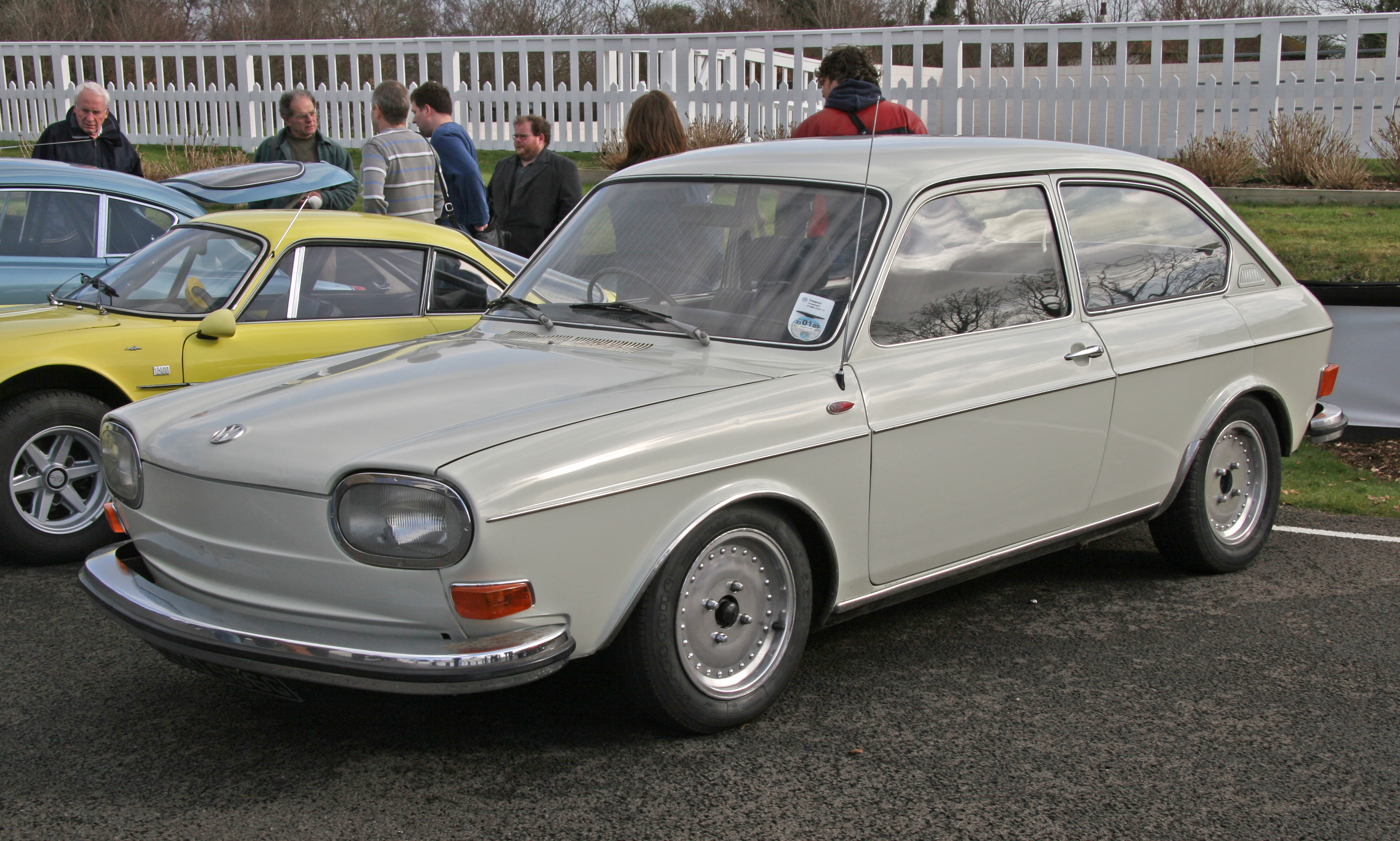
VW 411 Sedan

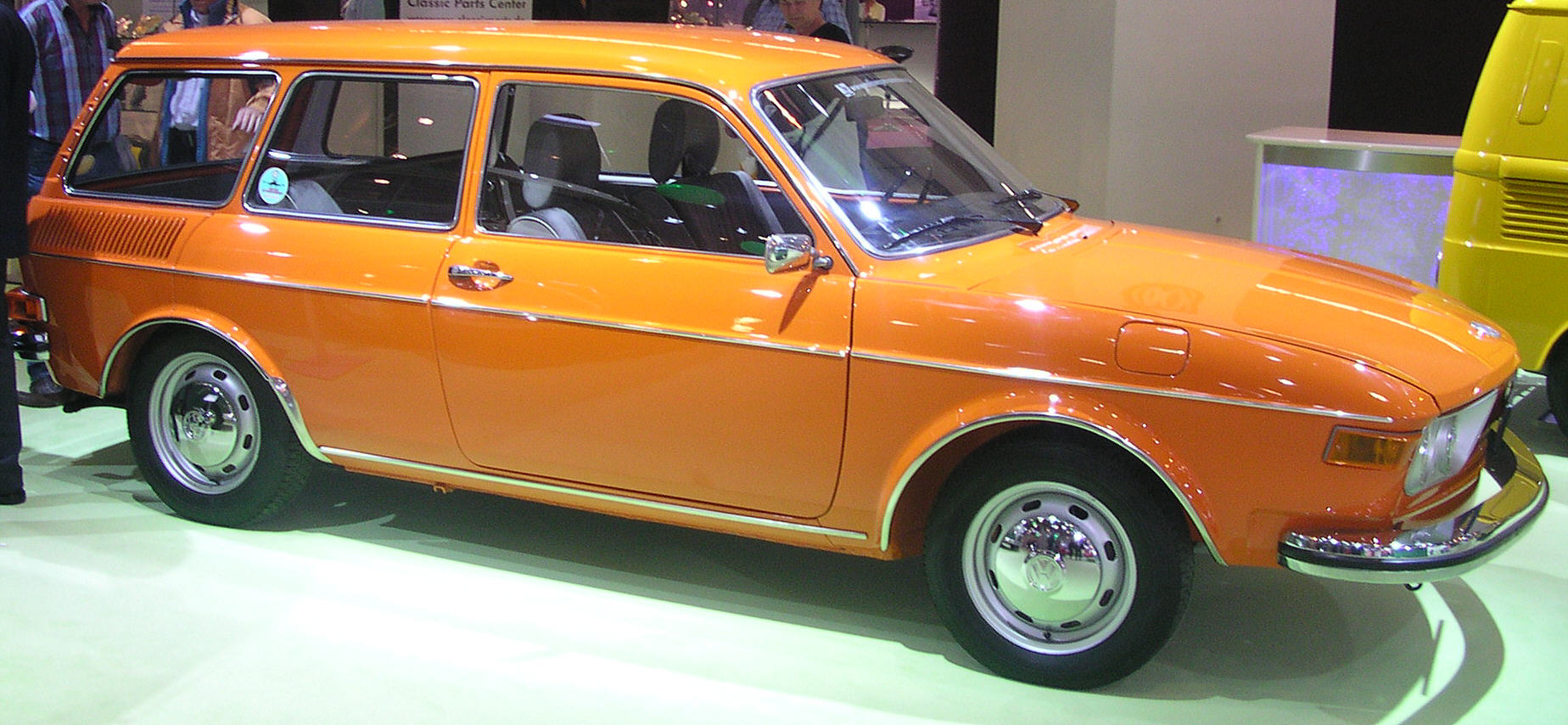
VW 412 Variant

De Volkswagen 411 en de Volkswagen 412, ook wel VW Type 4 genoemd is een Volkswagenmodel dat als VW 411 van 1968 tot 1972 en als VW 412 van 1972 tot 1974 werd gebouwd. De auto kwam op de markt als een sedan met twee of vier deuren en als Variant met drie deuren. De 411/412 was een ruimere middenklasse auto dan de tot dan toe leverbare 1500/1600.
Evenals de voorgaande VW-modellen werd ook deze auto aangedreven door een achterin geplaatste luchtgekoelde boxermotor. Er was een 1679 cm³ en een 1795 cm³ versie leverbaar.
De 411 en 412 zijn nooit een groot succes geworden. Er zijn slechts 367.728 auto's geproduceerd in zes jaar tijd. Daarmee was het geen concurrent voor bijvoorbeeld Opel die jaarlijks ongeveer 300.000 Rekords op de markt bracht. Volkswagen kwam eigenlijk te laat op de markt met deze grotere auto.
De Volkswagen-fabrieken in Brazilië, Mexico en Nigeria hebben van 1975 tot 1982 de Brasilia geproduceerd. Dit was een iets kleiner, op de 412 gebaseerd model met een 1600 motor.
De opvolger van dit model was de Passat.